# Aeroporto Benito Salas
O Aeroporto Benito Salas (em castelhano:  Aeropuerto Benito Salas) (IATA: NVA, ICAO: SKNV) é um aeroporto colombiano localizado na cidade de Neiva, no departamento de Huila.

## Companhias Aéreas e Destinos
| Companhias        | Cidades               | Aliança       |
| ----------------- | --------------------- | ------------- |
| Avianca 1 destino | Doméstico (1): Bogotá | Star Alliance |
| EasyFly 1 destino | Doméstico (1): Bogotá | N/A           |